# Azmi Abd Hadzid
Azmi Bin Abd Hadzid, né le 12 septembre 1991, est un coureur cycliste brunéien.

## Biographie
En 2012, Azmi Abd Hadzid rejoint la première équipe continentale brunéienne de l'histoire : CCN Cycling Team. L'année suivante, il est sacré champion national de Brunei. 
En 2017, il représente son pays lors des Jeux d'Asie du Sud-Est, organisés à Kuala Lumpur. 

## Palmarès
- 2013
  -  Champion de Brunei sur route
- 2016
  - Century Cycling Race
- 2017
  - Porsche Survivor Series Criterium
- 2018
  - Porsche Survivor Series Criterium